# Pálpataka
Pálpataka (románul Valea lui Pavel) falu Romániában, Erdélyben, Hargita megyében.

## Fekvése
A Sóvidéken, Székelyudvarhelytől 33 km-re északnyugatra, Korondtól 7 km-re északra, a Miklós patak mentén, 900-1000 méter közötti tengerszint feletti magasságban fekvő szétszórt település. A közelben húzódnak a Görgényi-havasok, amelyek a faluból is jól látszanak.

## Története
Első említése 1550-ből való. Eredetileg Korond tizenegyedik tízese volt, majd a 20. század elején önálló község lett. Később újra Korond igazgatása alá került. A trianoni békeszerződésig Udvarhely vármegye Parajdi járásához tartozott. A Szent Péter és Pálnak szentelt katolikus templom 1994-ben épült. Korábban a papi lakkal egybeépült kápolna szolgált a szentmisék helyszínéül.

## Népesség
1910-ben 372, 1992-ben 452 magyar lakosa volt. A 2002-es népszámláláskor 395 lakosa közül 392 fő (99,2%) magyar, 3 (0,8%) román volt.

## Látnivalók
- Modern fatemplom faragott domborműves stációkkal és fából faragott berendezéssel. A templomon kívül több mint százéves fából faragott harangláb található.
- Szépen berendezett modern iskolaépület.
- 2001 óta június 29. körül rendezik a pálpataki falunapokat a Szent Péter és Pál napi templombúcsúval együtt. A falunapokon programokkal várják a szórakozni vágyókat pl. favágóverseny, foci vagy színdarabos bál, diszkó, koncertek és még sok más is. Föllép az ifjúsági hagyományőrző pálpataki néptánccsoport, akik helybéli avagy sóvidéki táncokat adnak elő. Mindenkit nagyon sok szeretettel várnak a falunapokra.
- A falu turizmusa kiépülőben van, a helybéliek várják azokat a vendégeket, akik el szeretnének szakadni a kényelemtől és közel szeretnének lenni a természethez s meg szeretnének ismerkedni az itteni kultúrával, hagyományos bioételekkel (sajtfélék, túró, parasztcsorba stb.), barangolni a természetben, lehet helyi növényeket (áfonya, szeder, gombafélék) szedni.
- Túrák a környékbeli látnivalókhoz: a távollévő 13. századi várromok stb., kerékpártúra, barangolás vagy a biciklitúra tanösvény végigjárása, traktortúrák, szánozás, szekerezés stb.

## Testvértelepülései
- Cserépváralja, Magyarország (1999)
- Liebenau, Ausztria (1997)
- Paloznak, Magyarország (1998)